# Nite Life
A Nite Life az egyik legnépszerűbb és legtöbb CD-t megélt house zenei gyűjtemény. A sorozat 2000-ben Jo Marsh mixlemezével indult útjára és 2004-ig 20 darab jelent meg belőle. Az egy CD-s mixeket az akkori legnagyobb house, deep house DJ-k és producerek keverték.

## Az eddig megjelent albumok
- Volume 01 - Jon Marsh
- Volume 02 - H Foundation
- Volume 03 - Miguel Migs
- Volume 04 - Terry Farley
- Volume 05 - Nick Holder
- Volume 06 - Ian Pooley
- Volume 07 - DJ Garth
- Volume 08 - Joey Negro
- Volume 09 - Joeski & Onionz
- Volume 10 - Peace Divison
- Volume 11 - Danny Krivit
- Volume 12 - Lexicon Avenue
- Volume 13 - Jamie Anderson
- Volume 14 - Dirty Grooves
- Volume 15 - Chicken Lips
- Volume 16 - DJ Rolando
- Volume 17 - Kenny Hawkes
- Volume 18 - These Beats Are
- Volume 19 - Tallinn Express
- Volume 20 - Miguel Migs